# فهرست بازدیدکنندگان از یادمان نسل‌کشی ارمنی‌ها

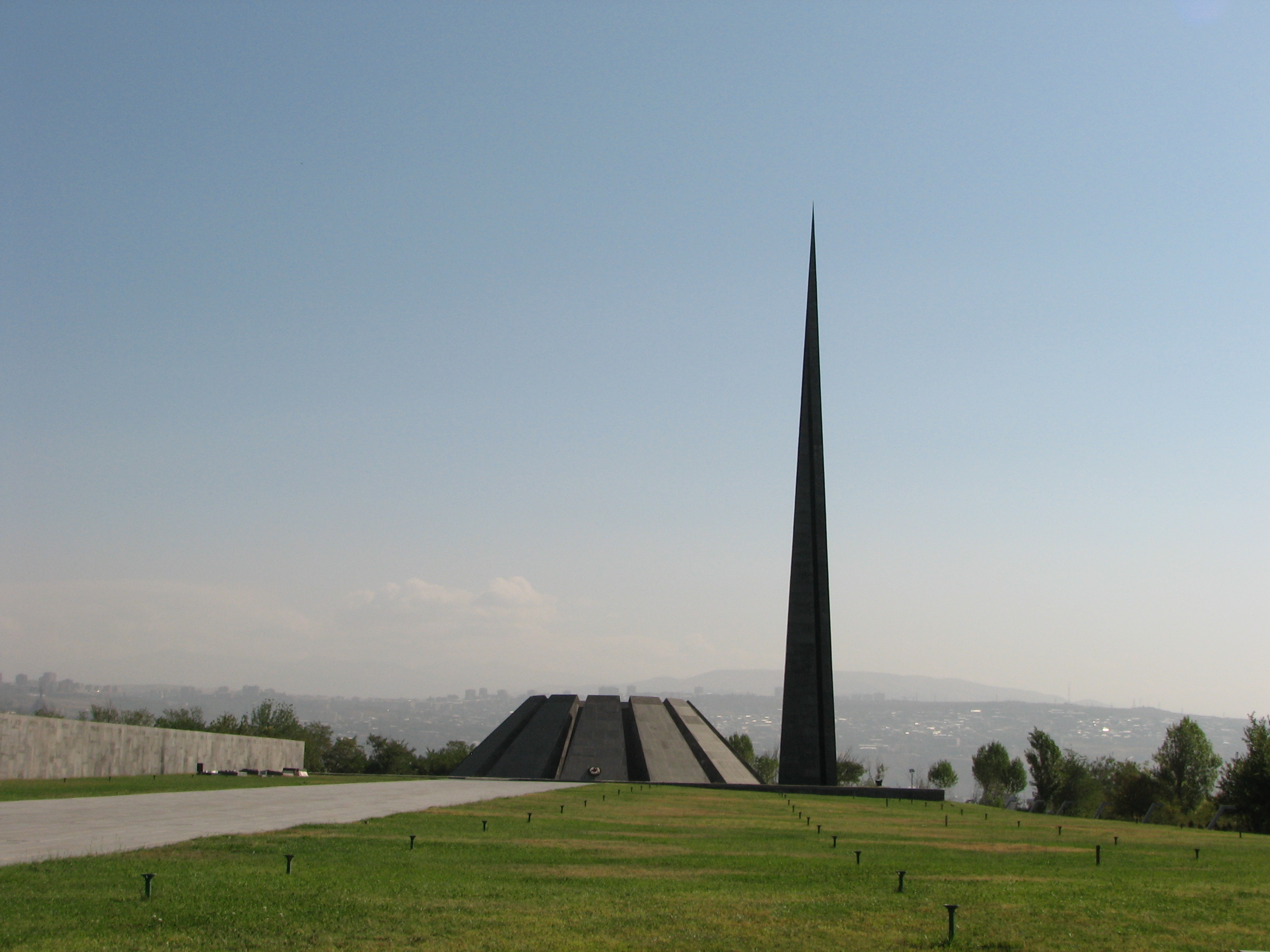
The بنای یادبود تسیتسرناکابرت

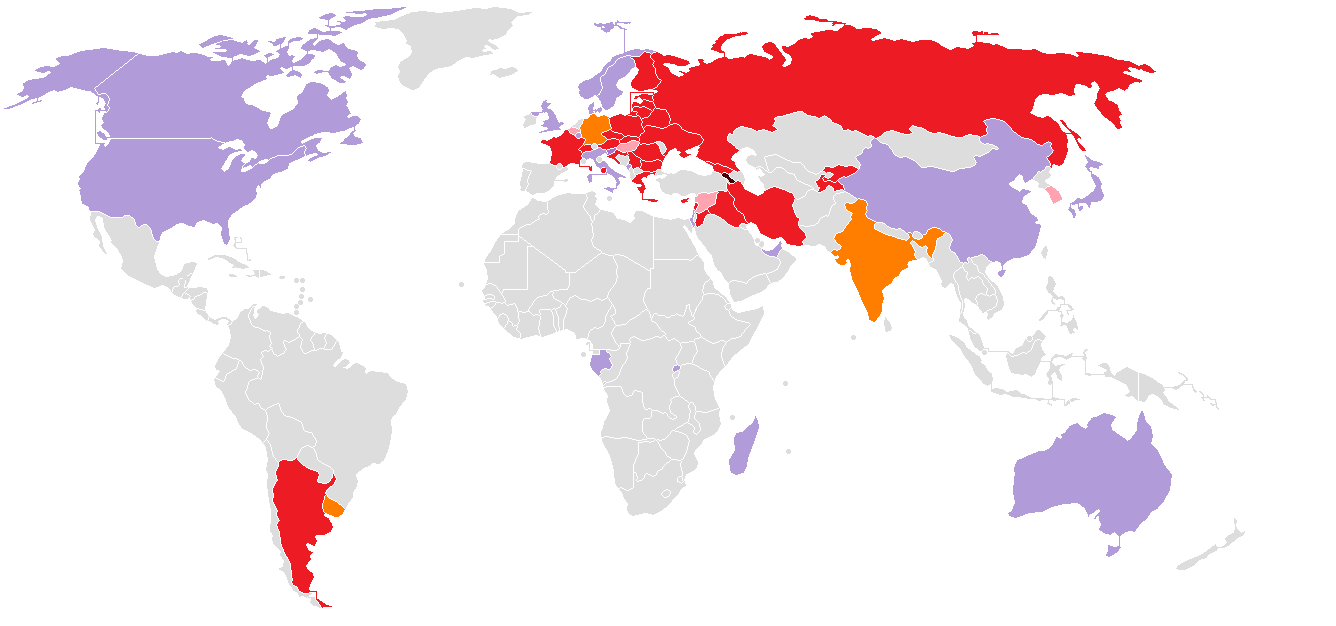
An incomplete map showing the position of the highest state officials by countries that have visited the memorial

زیزِرْناکابرْت بنای رسمی یادمان قربانیان نسل‌کشی ارمنی‌ها در ایروان، ارمنستان می‌باشد. این بنای یادمان در سال ۱۹۶۷، پس از تظاهرات عظیمی که در تاریخ ۲۴ آوریل ۱۹۶۵ در شهر ایروان در پنجاهمین سالگرد تبعید روشنفکران ارمنی اهل کنستانتینوپل (استانبول کنونی) که سرآغاز نسل‌کشی ارمنی‌ها می‌باشد برگزارشد، افتتاح‌شد. پس از استقلال ارمنستان از اتحاد شوروی بازدید این بنای یادمان بخشی از مراسم رسمی‌شد.

## سیاست‌مداران

### رئیس‌جمهوران
| - کارلوس منم (۱۹۹۸) - امیل کنستانتینسکو (۱۹۹۸) - پتار استویانوف (۱۹۹۹) - کنستانتینوس استفانوپولوس (۱۹۹۹) - امیل لحود (۲۰۰۱) - آیون ایلیچسکو (۲۰۰۱) - ادوارد شواردنادزه (۲۰۰۱) - الکساندر کواشنیوسکی (۲۰۰۱) - عسکر آقایف (۱۹۹۷, 2002) - لئونید کوچما (۲۰۰۲) - بوریس یلتسین (۲۰۰۲) as former President - رولانداس پاکساس (۲۰۰۳) - سید محمد خاتمی (۲۰۰۴) - آرنولد روتل (۲۰۰۴) - تاریا هالونن (۲۰۰۵) - ترایان باسسکو (۲۰۰۶) - ژاک شیراک (۲۰۰۶) - استپان مسیچ (۲۰۰۹) - میخیل ساآکاشویلی (۲۰۰۹) - دیمیتریس خریستوفیاس (۲۰۰۹) - بوریس تادیچ (۲۰۰۹) - والدیس زاتلرس (۲۰۰۹) | - دمیتری مدودف (۲۰۰۸, ۲۰۱۰) - دانلی تیرک (۲۰۱۰) - میشلین کلمی-ری (۲۰۱۱) - دالیا گریبائوسکایته (۲۰۱۱) - نیکولا سارکوزی (۲۰۱۱) - برونیسلاو کوموروفسکی (۲۰۱۱) - میشل سلیمان (۲۰۱۱) - هاینتس فیشر (۲۰۱۲) - الکساندر لوکاشنکو (۲۰۱۳) - کارلوس پاپولیاس (۲۰۰۷, ۲۰۱۴) - گیورگی مارگولاشویلی (۲۰۱۴) - دیدیه بورکتر (۲۰۱۴) - نیکوس آناستاسیادس (۲۰۱۵) - تومیسلاو نیکولیچ (۲۰۱۴, ۲۰۱۵) - فرانسوا اولاند (۲۰۱۴, ۲۰۱۵) - ولادیمیر پوتین (۲۰۰۱, ۲۰۱۳, ۲۰۱۵) - میلوش زمان (۲۰۱۶) - امامعلی رحمان (۲۰۰۳, ۲۰۱۷) - رومن رادف (۲۰۱۸) - میشل عون (۲۰۱۸) - سرجو ماتارلا (۲۰۱۸) - امانوئل مکرون (۲۰۱۸) - سالومه زورابیشویلی (۲۰۱۹) - پروکوپیس پاولوپولوس (۲۰۱۹) - King عبدالله دوم (۲۰۲۰) | Russian Presidents ولادیمیر پوتین (چپ) در ۲۰۰۱ و دمیتری مدودف در ۲۰۰۸ (راست) در Tsitsernakaberd. |
| Hillary Clinton's visit in 2010 | |                                                                                                  |
| Nicolas Sarkozy at the memorial, 2011 | |                                                                                                  |

### معاونان رئیس‌جمهوران
- بایرون سینگ شخاوات (۲۰۰۵)[۵۴]
- دانیلو آستوری (۲۰۱۴)[۵۵]
- محمد حامد انصاری (۲۰۱۷)[۵۶]

### نخست‌وزیران
- رفیق حریری (۱۹۹۷)[۵۷]
- ایسام فارس (۲۰۰۱)[۷]
- میخائیل کاسیانوف (۲۰۰۲)[۵۸]
- سرگئی سیدورسکی (۲۰۰۶)[۵۹]
- زوراب نوقایدلی (۲۰۰۷)[۶۰]
- سرگئی استانیشف (۲۰۰۷)[۶۰]
- ویکتور زابکوف (۲۰۰۸)[۶۱]
- یان فیشر (۲۰۱۰)[۲۹]
- دونالد توسک (۲۰۱۰)[۶۲]
- بویکو بوریسوف (۲۰۱۲)[۶۳]
- بیدزینا ایوانیشویلی (۲۰۱۳)[۶۴]
- ایراکلی گاریباشویلی (۲۰۱۴)[۶۵]
- دمیتری مدودف (۲۰۱۶)[۶۶]
- گئورگی کویرکاشویلی (۲۰۱۶)
- آنگلا مرکل (۲۰۱۸)[۶۷]
- ماموکا باختادزه (۲۰۱۸)
- شارل میشل (۲۰۱۸)[۶۸]
- جاستین ترودو (۲۰۱۸)[۶۹]
- لی هسین لونگ (۲۰۱۹)[۷۰]
- گیورگی گاخاریا (۲۰۱۹)

### رؤسای مجلس
- گنادی سلزنیوف (۱۹۹۶)[۷۱]
- کریستیان پونسله (۱۹۹۹)[۷۲]
- عبدالقادر قدوره (۲۰۰۱)[۷۳]
- آنتیه ولمر (۲۰۰۱)[۷۴]
- آرتوراس پاولاوسکاس (۲۰۰۵)[۷۵]
- en:Ingrīda Ūdre (2005)[۷۶]
- ولادیمیر کونوپلیوف (۲۰۰۵)[۷۷]
- آن-ماری لیزین (۲۰۰۵)[۷۸]
- هرمان د کرو (۲۰۰۵)[۷۹]
- غلامعلی حداد عادل (۲۰۰۶)[۸۰]
- بوگدان بوروسویچ (۲۰۰۶)[۸۱]
- گئورگی پیرینسکی (۲۰۰۶)[۸۲]
- کریستیان پونسله (۲۰۰۶)[۲۱]
- en:Jean-Louis Debré (۲۰۰۶)[۲۱]
- en:Přemysl Sobotka (2008)[۸۳]
- en:David Bakradze (2009)[۸۴]
- آرمان دو دکر (۲۰۰۹)[۲۲]
- بوریس گریزلف (۲۰۱۰)[۸۵]
- لوکا ببیچ (۲۰۱۱)[۸۶]
- لاسلو کوور (۲۰۱۱)[۳۱]
- ولودیمیر لیتوین (۲۰۱۱)[۸۷]
- نبیه بری (۲۰۱۱)[۳۱]
- Hon Jae Hyon (2012)[۸۸]
- en:Jorge Orrico (2012)[۸۹]
- نوربرت لامرت (۲۰۱۳)[۹۰]
- اوانجلوس میماراکیس (۲۰۱۴)[۹۱]
- ییانیکس اومیرو (۲۰۱۴)[۹۲]
- داویت یوسوپاشویلی (۲۰۱۵)[۹۳]
- محمدجهاد لحام (۲۰۱۵)[۹۴]
- زوئه کونستانتوپولو (۲۰۱۵)[۹۵]
- سرگئی ناریشکین (۲۰۱۲, ۲۰۱۵, ۲۰۱۶)[۹۶][۹۷][۹۸]
- یان هاماچک (۲۰۱۵)[۹۹]
- مایا گویکوویچ (۲۰۱۶)[۱۰۰]
- نانسی پلوسی (۲۰۲۲)[۱۰۱]

### وزیران کابینه
وزیران امور خارجه
- ایوانیس کاسولیدیس (۱۹۹۸)[۱۰۲]
- ادوارد کوکان (۲۰۰۰)[۱۰۳]
- Indulis Bērziņš (۲۰۰۱)[۱۰۴]
- توماس هندریک ایلوس (۲۰۰۱)[۱۰۵]
- آناتولی زلنکو (۲۰۰۱)[۱۰۶]
- دیمیتری روپل (۲۰۰۲)[۱۰۷]
- یوشکا فیشر (۲۰۰۴)[۱۰۸]
- پر استیگ مولر (۲۰۰۴)[۱۰۹]
- فیلیپ دوست-بلازی (۲۰۰۶)[۲۱]
- میشلین کلمی-ری (۲۰۰۶)[۱۱۰]
- فرانک والتر اشتاین‌مایر (۲۰۰۷)[۱۱۱]
- en:Anna Fotyga (2007)[۱۱۲]
- en:Artis Pabriks (2007)[۱۱۳]
- en:Kinga Göncz (2008)[۱۱۴]
- en:Grigol Vashadze (2009)[۲۲]
- اورماس پائت (۲۰۰۹)[۲۲]
- خورخه تایانا (۲۰۱۰)[۲۹]
- میشائل اشپیندلگر (۲۰۱۰)[۲۹]
- هیلاری کلینتون (۲۰۱۰)[۲۹][۱۱۵]
- پیتر ماورر (۲۰۱۰)[۸۵]
- رادوسواف سیکورسکی (۲۰۱۰)[۲۹]
- en:Kostyantyn Hryshchenko (2011)[۳۱]
- یانگ جیه‌چی (۲۰۱۱)[۳۱]
- کارل بیلت (۲۰۱۱)[۳۱]
- یوناس گار استوره (۲۰۱۱)[۳۱]
- گیدو وستروله (۲۰۱۲)[۱۱۶]
- اراتو کوزاکو-مارکولیس (۲۰۱۲)[۱۱۷]
- ارکی تومیویا (۲۰۱۲)[۱۱۸]
- آئودرونیوس آژوبالیس (۲۰۱۲)[۱۱۹]
- Sergei Martynov (2012)[۱۲۰]
- لویس آلماگرو (۲۰۱۲)[۱۲۱]
- ژان آسلبرن (۲۰۱۲)[۱۲۲]
- ادگارس رینکویکس (۲۰۱۲)[۱۲۳]
- میروسلاو لایچاک (۲۰۱۳)[۱۲۴]
- ایگور لوکشیچ (۲۰۱۳)[۱۲۵]
- هوشیار زیباری (۲۰۱۳)[۱۲۶]
- کارل شوارتسنبرگ (۲۰۰۸,[۱۲۷] 2013)[۱۲۸]
- en:Ivan Mrkić (۲۰۱۴)[۱۲۹]
- زباستیان کورتس (۲۰۱۴)[۱۳۰]
- فرانک والتر اشتاین‌مایر (۲۰۱۴)[۱۳۱]
- لیناس لینکویچیوس (۲۰۱۴)[۱۳۲]
- سرگئی لاوروف (۲۰۰۷,[۱۳۳] 2012,[۱۳۴] 2014,[۱۳۵] ۲۰۱۵)
- جبران باسیل (۲۰۱۵)[۱۳۶]
- en:Héctor Marcos Timerman (2012,[۱۳۷] 2015)[۱۳۸]
- دیدیه ریندرز (۲۰۱۵)[۱۳۹]
- en:Lubomír Zaorálek (2015)[۱۴۰]
- مارگوت والستروم (۲۰۱۶)[۱۴۱]
- میخیل جانلیدزه (۲۰۱۶)[۱۴۲]
- عبدالله بن زاید آل نهیان (۲۰۱۷)[۱۴۳]
- en:Henry Rabary-Njaka (2018)[۱۴۴]
- لوئی موشیکیوابو (۲۰۱۸)[۱۴۵]
- en:Régis Immongault Tatangani (2018)[۱۴۵]
- تارو کونو (۲۰۱۸)[۱۴۶]

سایر وزیران
- ژیوادین یووانوویچ، معاون وزیر امورخارجه (۱۹۹۵)[۱۴۷]
- ایگور سرگیف، وزیر دفاع (۱۹۹۸)[۱۴۸]
- گئورگی بوس, وزیر امور مالیاتی (۱۹۹۹)[۱۴۹]
- نواف مصالحه, معاون وزیر امورخارجه (۲۰۰۰)[۱۰۲]
- سبوه هوانیان، وزیر جوانان و فرهنگ (۲۰۰۱)[۷]
- گدیمیناس کیرکیلاس، وزیر دفاع ملی (۲۰۰۵)[۱۵۰]
- جو هوکی، وزیر خدمات انسانی (۲۰۰۵)[۱۵۱]
- سرگئی ایوانوف، وزیر دفاع (۲۰۰۶)[۱۵۲]
- en:Christian Estrosi, وزیر قلمرویی (۲۰۰۷)[۱۵۳]
- تئودور ملشکانو, وزیر دفاع (۲۰۰۷)[۱۵۴]
- en:Alexander Radkov, وزیر آموزش و پرورش (۲۰۰۷)[۱۵۵]
- en:Andrei Fursenko, وزیر آموزش و علوم (۲۰۰۷)[۱۵۵]
- Abdujabbor Rahmanov, وزیر آموزش و پرورش (۲۰۰۷)[۱۵۵]
- en:Juozas Olekas, وزیر دفاع ملی (۲۰۰۷)[۶۰]
- en:Štefan Harabin, ویر دادگستری (۲۰۰۸)[۱۵۶]
- پاول گراچف، وزیر دفاع پیشین (۲۰۰۸)[۱۵۷]
- en:Ghia Nodia, وزیر آموزش و علوم (۲۰۰۸)[۱۵۶]
- ولادیمیر ماتویچوک, وزیر فرهنگ (۲۰۰۸)[۱۵۸]
- مارک ماداریچ, وزیر فرهنگ (۲۰۰۸)[۱۵۶]
- بوگدان کلیچ، وزیر دفاع ملی (۲۰۰۹)[۱۵۹]
- پاتریک دوجیان، وزیر پیاده‌سازی برنامه بهبود (۲۰۱۰)[۸۵]
- دیمیتری شاشکینی, وزیر آموزش و علوم (۲۰۱۰)[۸۵]
- آنری دو رانکورت، وزیر تعاون (۲۰۱۱)[۱۶۰]
- اوریت نوکد, وزیر کشاورزی (۲۰۱۲)[۱۶۱]
- کورنلیا پیپیر, وزیر امورخارجه (۲۰۱۲)[۹۶]
- en:Rasa Juknevičienė, وزیر دفاع ملی (۲۰۱۲)[۱۶۲]
- یولی-یوئل ادلشتین, وزیر امور دیاسپورا (۲۰۱۲)[۱۶۳]
- جیام‌پائولو دی پائولا، وزیر دفاع (۲۰۱۲)[۱۶۴]
- سرگئی شویگو، وزیر دفاع (۲۰۱۳)[۱۶۵]
- پابان سینگ گاتووار, وزیر امور پارلمانی (۲۰۱۳)[۱۶۶]
- دیمیتریس آوراموپولوس، وزیر دفاع ملی (۲۰۱۳)[۱۶۷]
- روژ نوری شاویس، معاون نخست‌وزیر (۲۰۱۳)[۱۶۸]
- جیسن کنی، وزیر کار و توسعه اجتماعی (۲۰۱۴)[۱۶۹]
- en:David Lidington, وزیر امورخارجه اتحادیه اروپا (۲۰۱۴)[۱۷۰]
- آلکساندر شیکایدزه, وزیر امور خارجه (۲۰۱۴)[۱۷۱]
- یوازس برناتونیس, وزیر دادگستری (۲۰۱۵)[۱۷۲]
- باقر جبیر الزبیدی، وزیر ترابری (۲۰۱۵)[۱۷۳]
- آرتور نازاریان، وزیر انرژی (۲۰۱۵)[۱۳۶]
- الیاس بو صعب, وزیر آموزش و پروش (۲۰۱۵)[۱۳۶]
- کریس آلکساندر, وزیر شهروندی و مهاجرت (۲۰۱۵)[۱۷۴]
- خوزه لوئیس کانسلا, قائم‌مقام وزیر خارجه (۲۰۱۵)[۱۷۵]
- کریستوفوروس فوکایدس، وزیر دفاع (۲۰۱۵)[۱۷۶]
- میکائلا مارکسووا-تومینووا, ویر کار و امور اجتماعی (۲۰۱۵)[۱۷۷]
- گیورگی مگربیشویلی, وزیر اصلاحات و کمک‌های حقوقی (۲۰۱۵)[۱۷۸]
- تیا تسولوکیانی, وزیر دادگستری (۲۰۱۵)[۱۷۸]
- عبدالرحمن محمد الاویس, وزیر بهداشت (۲۰۱۵)[۹۴]
- میخائیل روث، وزیر امور خارجه اتحادیه اروپا (۲۰۱۵)[۱۷۹]
- تیناتین خیداشلی, وزیر دفاع (۲۰۱۶)[۱۸۰]
- تساخی هانگبی, وزیر همکاری منطقه‌ای (۲۰۱۷)[۱۸۱]

### سایر مقامات دولتی
- الکساندر یاکوولف، عضو پلیتبوروی کمیته مرکزی حزب کمونیست اتحاد شوروی (۱۹۸۸)[۱۸۲]
- آلکساندر لبد, دبیر سابق شورای فدراسیون روسیه (۱۹۹۷)[۱۸۳]
- استیون سستانوویچ, مشاور وزیر امور خارجه در امور کشورهای تازه استقلال یافته (۱۹۹۹)[۱۸۴]
- جمیل السید، ریاست امنیت عمومی (۲۰۰۱)[۷]
- en:Anatoly Kvashnin, رئیس ستاد کل روسیه (۲۰۰۱)[۱۸۵]
- سرگئی میرونوف، رئیس شورای فدراسیون (۲۰۰۲)[۱۸۶]
- هاوارد دین، رئیس کمیته ملی دموکرات (۲۰۰۵)[۱۸۷]
- ژو جیالو, معاون رئیس کمیته دائمی کنگره ملی خلق[۱۸۸]
- دیمیتریوس گراپساس, فرمانده ستاد مشترک ارتش یونان (۲۰۰۷)[۱۵۴]
- ولادیمیر مینایلوف, فرمانده کل نیروی هوایی روسیه (۲۰۰۷)[۱۵۳]
- اومبرتو رانیری, رئیس کمیته امور خارجی (۲۰۰۷)[۱۸۹]
- en:Vladimir Churov, رئیس کمیسیون مرکزی انتخابات (۲۰۰۸)[۱۵۶]
- تاد بونتینگ, Adjutant General of Kansas (۲۰۰۸)[۱۵۷]
- Gunārs Kūtris, رئیس دادگاه قانون اساسی (۲۰۰۸)[۱۵۷]
- یان کاسل, Vice-Chairman of the Chamber of Deputies (۲۰۰۸)[۱۵۷]
- فرانگوس فرانگولیس, فرمانده ستاد مشترک ارتش یونان (۲۰۱۰)[۱۹۰]
- en:Micha Lindenstrauss, State Comptroller and Ombudsman (2010)[۱۹۱]
- ماری یوانوویچ، U.S. Ambassador in Armenia (2010)[۱۹۲]
- en:Vojtěch Filip, Vice-Chairman of the Chamber of Deputies (2010)[۱۹۱]
- والنتینا ماتوینکو، Chairman of the Federation Council (2012)[۹۶]
- جان ای. هفرن، سفیر ایالات متحده آمریکا در ارمنستان (۲۰۱۲)[۱۹۳]
- en:Wolfgang Thierse, معاون رئیس بوندستاگ (۲۰۱۲)[۹۶]
- Viktor Guminsky, معاون رئیس پارلمان بلاروس[۱۹۴]
- en:Cao Jianming, Procurator-General of the دادستانی عالی خلق (2012)[۱۹۵]
- en:Marie Ficarra, عضو شورای قانونگذاری نیو ساوت ولز (۲۰۱۳)[۱۹۶]
- en:Amanda Fazio, عضو شورای قانونگذاری نیو ساوت ولز (۲۰۱۳)[۱۹۶]
- David Clarke, عضو شورای قانونگذاری نیو ساوت ولز (۲۰۱۳)[۱۹۶]
- en:Fred Nile, عضو شورای قانونگذاری نیو ساوت ولز (۲۰۱۳)[۱۹۶]
- en:Shaoquett Moselmane, عضو شورای قانونگذاری نیو ساوت ولز (۲۰۱۳)[۱۹۶]
- گلدیس برجیکلیان، وزیر ترابری نیو ساوت ولز (۲۰۱۳)[۱۹۶]
- علی فهد الرشید، head of the foreign affairs committee of the مجلس ملی کویت (۲۰۱۳)[۱۹۷]
- Baroness Gloria Hooper, Deputy Speaker and اشرافیت انتصابی مجلس اعیان بریتانیا (۲۰۱۴)[۱۹۸]
- Baron Faulkner of Worcester, Deputy Speaker and life peer مجلس اعیان بریتانیا (۲۰۱۴)[۱۹۸]
- آنا آزاری، رئیس بخش اوراسیا وزارت امور خارجه اسرائیل (۲۰۱۴)[۱۹۹]
- ویکتوریا نولاند، Assistant Secretary of State for European and Eurasian Affairs (2015)[۲۰۰]
- en:Evelyn Farkas, Deputy Assistant Secretary of Defense for Eurasia (2015)[۲۰۱]
- جم اوزدمیر، Co-chairman of the اتحاد ۹۰/سبزها (۲۰۱۵)[۲۰۲]
- en:Andrey Belyaninov, رئیس Federal Customs Service (2015)[۲۰۳]
- en:Norma Abdala de Matarazzo, First Vice President of the Chamber of Deputies (2015)[۲۰۴]
- جک لو، وزیر خزانه‌داری ایالات متحده آمریکا (۲۰۱۵)[۲۰۵]
- en:Krasimir Karakachanov, معاون رئیس مجلس شورای ملی (۲۰۱۵)[۹۴]
- en:Zdeněk Škromach, Vice-President of the Senate (2015)[۹۴]
- ایزابل دینگیزیان، Deputy Speaker of the Parliament (2015)[۲۰۶]
- Denise Pascal, نایب رئیس مجلس (۲۰۱۵)[۹۴]
- en:Manana Kobakhidze, نایب رئیس اول مجلس (۲۰۱۵)[۹۴]
- Carmen Bendovski, former counselor to the Minister of Foreign Affairs (2015)[۲۰۷]
- en:Pavel Rychetský, رئیس دادگاه قانون اساسی جمهوری چک (۲۰۱۵)[۲۰۸]
- هارلم دسیر، Secretary of State for European Affairs (2015)[۲۰۹]
- en:Annick Girardin, Secretary of State for Development (2016)[۲۱۰]
- Felipe Alejos Lorenzana, First Vice President of Guatemala (2019)[۲۱۱]
- مارکوس گومس مارتینه (سفیر اسپانیا در ارمنستان) (۲۰۲۲)[۲۱۲]

### نمایندگان مجلس
سناتورهای ایالات متحده آمریکا
- جک رید (د-RI) (1997)[۲۱۳]
- باب دول (ج-KS) (1997)[۲۱۴]
- دیک دربین (د-IL) (2012)[۱۹۳]

 نمایندگان کنگره ایالات متحده آمریکا
- en:Joseph P. Kennedy II (د-MA) (1993)[۲۱۵]
- en:Patrick J. Kennedy (د-RI) (1997)[۲۱۶]
- فرانک پلن (د-NJ) (1997)[۲۱۶]
- en:Dick Gephardt (د-MO) (1998)[۲۱۷]
- en:James Rogan (ج-CA) (1999)[۲۱۸]
- en:Connie Morella (ج-MD) (1999)[۲۱۹]
- پته ویسکلسکی (د-IN) (2004)[۲۲۰]
- جوی کراولی (د-NY) (2007)[۲۲۱]
- آدام شیف (د-CA) (2008)[۲۸]
- دوین نونس (ج-CA) (2012)[۲۲۲]
- اد رویس (ج-CA) (2014)[۲۲۳]
- en:Elliot Engel (د-NY) (2014)[۲۲۳]
- دیوید سیسیلین (د-RI) (2014)[۲۲۳]
- لوئیس فرانکل (د-FL) (2014)[۲۲۳]
- جکی اسپیر (د-CA) (2015)[۲۲۴]
- انا اشو (د-CA) (2015)[۲۲۴]
- en:David Trott (ج-MI) (2015)[۲۲۵]
- فرانک پلن (د-NJ) (2015)[۲۲۶]

 عضو پارلمان اروپا (MEPs)
- en:Pia Locatelli, ایتالیا (۲۰۰۷)[۱۵۳]
- en:Tomasz Poręba, لهستان (۲۰۱۰)[۲۲۷]
- en:Slavcho Binev, بلغارستان (۲۰۱۱)[۲۲۸]
- en:Evgeni Kirilov, بلغارستان (۲۰۱۱)[۲۲۸]
- en:Libor Rouček, جمهوری چک (۲۰۱۱)[۲۲۹]
- en:Milan Cabrnoch, جمهوری چک (۲۰۱۱)[۲۲۸]
- en:Laima Andrikienė, لیتوانی (۲۰۱۲)[۲۳۰]
- en:Martin Callanan, بریتانیا (۲۰۱۳)[۲۳۱]
- en:Tatjana Ždanoka, Latvia (2015)[۲۳۲]
- en:Jaromír Štětina, جمهوری چک (۲۰۱۵)[۲۳۲]
- en:Heidi Hautala, فنلاند (۲۰۱۵)[۲۳۳]
- en:Ryszard Czarnecki, لهستان (۲۰۱۴,[۲۳۴] 2015)[۲۳۵]

Other
- یوسی سرید (۲۰۰۵)[۲۳۶]
- en:François Roelants du Vivier (2006)[۲۳۷]
- en:Georges Colombier (2006)[۲۳۸]
- en:Margherita Boniver (2007)[۱۸۹]
- en:Leoluca Orlando (2007)[۱۸۹]
- Raffaello De Brasi (2007)[۱۸۹]
- en:Christine Egerszegi (2008)[۱۵۷]
- ارسلان فتحی‌پور (۲۰۰۹)[۲۳۹]
- en:Serge Lagauche (2010)[۲۴۰]
- کارولین کاکس، بارونس کاکس (۲۰۱۱)[۳۱]
- Nah Youn Mi (2012)[۸۸]
- en:Sophie Joissains (2012)[۲۴۱]
- en:Bernard Fournier (2012)[۲۴۱]
- en:Philippe Marini (2012)[۲۴۱]
- Leonid Slutsky (2014)[۲۴۲]
- en:Dana Reizniece-Ozola (2013)[۲۴۳]
- en:Andrejs Klementjevs (2013)[۲۴۳]
- en:Inese Lībiņa-Egnere (2013)[۲۴۳]
- استفان دیون (۲۰۱۳)[۲۴۴]
- en:Valérie Boyer (2013)[۲۴۵]
- en:Guy Teissier (2013)[۲۴۵]
- Hassan Ayed Bukhamas (2013)[۲۴۶]
- en:Stephen Pound (2014)[۲۴۷]
- en:John Whittingdale (2014)[۱۹۸]
- en:Mike Gapes (2014)[۲۴۷]
- en:Brad Butt (2014)[۲۴۸]
- en:Leon Benoit (2014)[۲۴۸]
- en:Russ Hiebert (2014)[۲۴۸]
- Zuzka Bebarová-Rujbrová (۲۰۱۴)[۲۴۹]
- en:Bruno Le Roux (2014)[۲۵۰]
- en:René Rouquet (2013, 2014)[۲۴۵][۲۵۰]
- نیکولای ریژکوف (۲۰۱۴)[۲۵۱]
- اکین دلیگوز (۲۰۱۵)[۲۰۲]
- en:Nachman Shai (2015)[۲۵۲]
- en:Anat Berko (2015)[۲۵۲]
- Giorgos Varnava (2015)[۲۵۳]
- ماریوس گارویان (۲۰۱۵)[۲۵۳]
- en:Eleni Theocharous (2014,[۲۵۴] 2015)[۲۵۳]
- en:Karl Vanlouwe (2015)[۹۴]
- en:Gundars Daudze (2015)[۲۵۵]
- en:Harold Albrecht (2010,[۲۵۶] 2015)[۱۷۴]
- en:Harry van Bommel (2015)[۲۵۷]
- Noh Young-min (2015)[۲۵۸]
- Hannes Weninger (2015)[۲۵۹]
- Julie de Groote (2015)[۲۶۰]
- Fatoumata Sidibé (۲۰۱۵)[۲۶۰]
- André du Bus de Warnaffe (2015)[۲۶۰]
- Hervé Doyen (2015)[۲۶۰]
- Simone Susskind (2015)[۲۶۰]
- en:Vanessa Matz (2015)[۲۶۰]
- en:Karim Van Overmeire (2015)[۲۶۰]
- en:László Borbély (2015)[۲۶۱]
- Mark Pritchard (2016)[۲۶۲]
- en:Tali Ploskov (2016)[۲۶۳]
- en:Sergejs Potapkins (2016)[۲۶۴]
- en:Liana Kanelli (2016)[۲۶۵]
- en:Kenneth G. Forslund (2017)[۲۶۶]

### منطقه‌ای و محلی
U.S. قوه مقننه ایالتی و City Council members
- پل کرکوریان، عضو شورای شهر لس آنجلس (۲۰۰۴ و ۲۰۱۳)[۲۶۷]
- en:John Pérez, رئیس مجلس ایالتی کالیفرنیا (۲۰۱۳)[۲۶۸]
- خاچو آچاجیان، عضو مجلس ایالتی کالیفرنیا (۲۰۱۳)[۲۶۸]
- چریل براون، عضو مجلس ایالتی کالیفرنیا (۲۰۱۳)[۲۶۸]
- آدرین نازاریان، عضو مجلس ایالتی کالیفرنیا (۲۰۱۳)[۲۶۸]
- اسکات ویلک، عضو مجلس ایالتی کالیفرنیا (۲۰۱۳)[۲۶۸]
- باب بلومنفیلد، عضو شورای شهر لس آنجلس (۲۰۱۳)[۲۶۷]

Governors
- بوریس گروموف، فرماندار ابلاست مسکو (۲۰۰۸)[۱۵۶]
- گئورگی بوس، فرماندار کلینینگراد (۲۰۰۹)[۲۶۹]
- en:Georgy Poltavchenko, فرماندار سنت پترزبورگ (۲۰۱۵)[۲۷۰]

شهرداران
- گوربوز چاپان — اسن یورت، استان استانبول، ترکیه (۱۹۹۵)[۲۷۱][۲۷۲]
- یوری لوژکف — مسکو، روسیه (۲۰۰۳, ۲۰۰۵)[۲۷۳]
- en:Jacques Peyrat — نیس، فرانسه (۲۰۰۷)[۲۷۴]
- ژان-پی‌یر گودن — مارسی، فرانسه (۲۰۰۷,[۱۵۴] 2013)[۲۷۵]
- en:Gérald Tremblay — مونترال، کانادا (۲۰۱۰, ۲۰۱۱)[۲۹][۳۱]
- برتراند دلانو — پاریس, فرانسه (۲۰۱۱)[۳۱]
- عثمان بایدمیر — دیاربکر، ترکیه (۲۰۱۴)[۲۷۶]
- Maysar Haji Salih — Shangal, عراق (۲۰۱۵)[۲۷۷]
- Delegation of twelve mayors from Germany (2015)[۲۷۸]
- Bekir Kaya - وان، ترکیه (۲۰۱۵)[۲۷۹]
- Huseyin Olan - بیتلیس، ترکیه (۲۰۱۵)[۲۷۹]
- Ozcan Birlik - موتکی، ترکیه (۲۰۱۵)[۲۷۹]
- Mehmet Emin Özkan - گوراویماق، ترکیه (۲۰۱۵)[۲۷۹]
- Avtandil Nemsitsveridze - متسختا، گرجستان (۲۰۱۵)[۲۸۰]
- آن ایدالگو - پاریس، فرانسه (۲۰۱۶)[۲۸۱]

## Leaders or delegations from international organizations
- René van der Linden, رئیس مجمع پارلمان شورای اروپا (۲۰۰۵)[۲۸۲]
- Vladimir Rushailo, Executive Secretary of کشورهای مستقل همسود (2005, 2007)[۱۳۳][۲۸۳]
- Terry Davis, Secretary General of the شورای اروپا (۲۰۰۷)[۶۰]
- کوئیچیرو ماتسوئورا، Director-General of یونسکو (۲۰۰۸)[۲۸۴]
- ویلفرید مارتنس، رهبر حزب مردم اروپا (۲۰۱۰)[۲۹]
- عبدو دیوف، دبیرکل سازمان بین‌المللی فرانکفونی (۲۰۱۰)[۲۹]
- توربیان یاگلان، Secretary General of the Council of Europe (2010)[۲۹]
- Petros Efthymiou, رئیس شوری پارلمانی سازمان امنیت و همکاری اروپا (OSCE) (2011)[۳۱]
- یرژی بوزک، رئیس پارلمان اروپا (۲۰۱۱)[۳۱][۲۸۵]
- هرمن ون رومپوی، رئیس شورای اروپایی (۲۰۱۲)[۲۸۶]
- ژوزه مانوئل باروزو، رئیس کمیسیون اروپا (۲۰۱۲)[۲۸۷]
- Jean-Claude Mignon, رئیس مجمع پارلمان شورای اروپا (۲۰۱۳)[۲۸۸]
- Herwig van Staa, رئیس Congress of Local and Regional Authorities of the Council of Europe (2013)[۲۸۹]
- یوری فدوتوف، مدیر دفتر مقابله با مواد مخدر و جرم سازمان ملل متحد (۲۰۱۳)[۲۹۰]
- Majed el-Shafie, President and founder of One Free World International (2014)[۲۴۸]
- [[File:|22x20px|border |alt=|link=]] Delegation from the All-China Women's Federation (2014)[۲۹۱]
- Delegation from the European Jewish Parliament (2014)[۲۹۲]
- Jean-Paul Wahl, European Regional Head of the Parliamentary Assembly of La Francophonie (2015)[۲۹۳]
- Anne Brasseur, رئیس مجمع پارلمان شورای اروپا (۲۰۱۵)[۲۹۴]
- نیلز مویژنیکس، کمیسر حقوق بشر of the Council of Europe (2015)[۲۹۵]
- Delegation from the Group of States Against Corruption (GRECO) (2015)[۲۹۶]
- میشل ژان، Secretary General of Organisation internationale de la Francophonie (2015)[۲۹۷]
- نیکولای بوردیوژا،  General Secretary of the سازمان پیمان امنیت جمعی (۲۰۱۵)[۲۹۸]
- Joseph Daul, رهبر حزب مردم اروپا (۲۰۱۵)[۲۹۸]
- Members of the Executive Bureau of the Democrat Youth Community of Europe (DEMYC) (2015)[۲۹۹]
- Michael Møller, Director-General of the United Nations Office in Geneva (2015)[۹۴]
- Delegation from the مجمع پارلمانی ناتو (2015)[۳۰۰]
- دونالد توسک، رئیس شورای اروپا (۲۰۱۵)[۳۰۱]
- هیئت نمایندگی از International Association of Genocide Scholars (2015)[۳۰۲]
- میشل ژان، Secretary General of Organisation internationale de la Francophonie (2015, 2018)[۲۹۷][۳۰۳]

## چهره‌های مذهبی

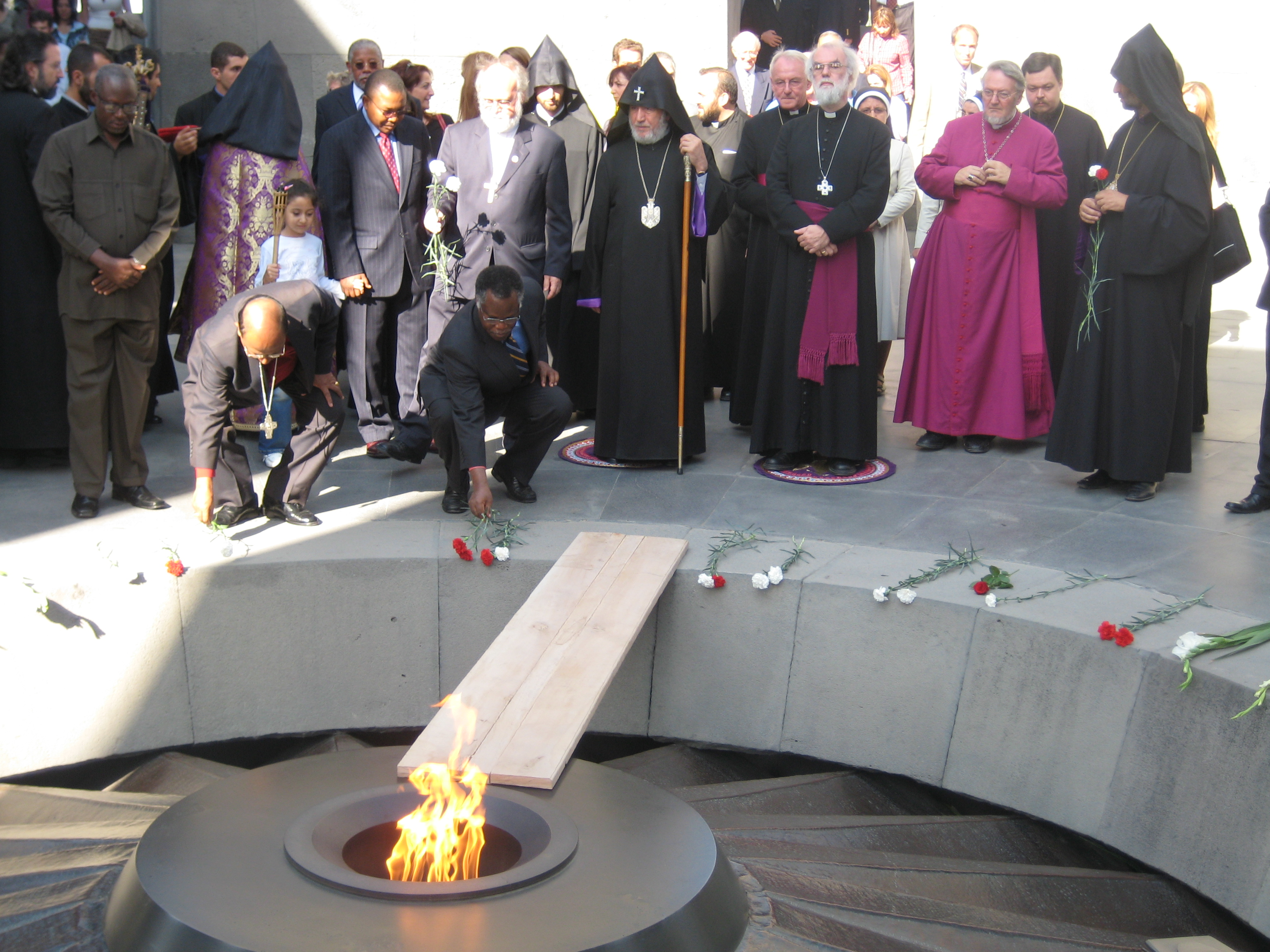
کاتولیکوس گارگین دوم و اسقف اعظم کانتربری، Rowan Williams در بنای بادبود نسل‌کشی ارمنی‌ها ایروان ۲۰۰۷

- Konrad Raiser, دبیرکل شورای جهانی کلیساها (۱۹۹۶)[۳۰۴]
- آلکسی ریدیگر، پاتریارک مسکو و کل روسیه (۱۹۹۶)[۱۰۲]
- ژان پل دوم (۲۰۰۱)[۳۰۵]
- شنوده سوم اسکندریه، پاپ کلیسای ارتدوکس قبطی (2003)[۳۰۶]
- Stephen Blaire, اسقف استاکتون (۲۰۰۳)[۳۰۷]
- Robert Edward Mulvee, اسقف پراویدنس، رود آیلند (۲۰۰۳)[۳۰۷]
- Basil H. Losten, اسقف کلیسای کاتولیک یونانی اوکراین (۲۰۰۳)[۳۰۷]
- Nicholas Samra, Auxiliary of the Melkite Greek Catholic Eparchy of Newton, MA (2003)[۳۰۷]
- John Joseph Nevins, اسقف ونیز، فلوریدا (۲۰۰۳)[۳۰۷]
- Howard James Hubbard, اسقف آلبانی، نیویورک (۲۰۰۳)[۳۰۷]
- William Henry Keeler, Roman Catholic اسقف اعظم بالتیمور (۲۰۰۳)[۳۰۸]
- Yona Metzger, Chief Rabbi of Israel (2005)[۳۰۹]
- Danny Rich, رئیس اجرایی یهودیت اصلاحگرا (۲۰۰۷)[۱۸۹]
- Rowan Williams, اسقف اعظم کانتربری، کشیش ارشد کل انگلستان (۲۰۰۷)[۳۱۰]
- Cardinal Bertone, Camerlengo of the Holy Roman Church and Secretary of State of The Vatican (2008)[۲۸]
- کیریل یکم، پاتریارک مسکو و کل روسیه (۲۰۱۰)[۲۹]
- Mir Tahsin Beg, رهبر مذهبی یزیدیان (۲۰۱۲)[۳۱۱]
- Theodore Edgar McCarrick, کاردینال کلیسای کاتولیک رومی آمریکا (۲۰۱۵)[۳۱۲]
- Ignatius Aphrem II, پاتریارک کلیسای ارتدکس سریانی (۲۰۱۴)[۳۱۳]
- Olav Fykse Tveit, دبیرکل شورای جهانی کلیساها (2011,[۳۱] 2014)[۳۱۴]
- Helga Haugland Byfuglien, اسقف کلیسای نروژ (۲۰۱۵)[۳۱۵]
- Bechara Boutros al-Rahi, پاتریارک انطاکیه، و رهبر کلیسای مارونی (۲۰۱۵)[۱۳۶]
- Kurt Koch, Swiss cardinal of the Roman Catholic Church (2015)[۲۹۸]
- یوحنا دهم یازجی، Orthodox Patriarchate of Antioch and All The East (2015)[۳۱۶]
- Pope Tawadros II, پاپ کلیسای ارتدکس قبطی اسکندریه (۲۰۱۵)[۳۱۷]
- Christopher Hill, اسقف بازنشسته بریتانیایی و رئیس Conference of European Churches (2015)[۳۱۸]
- Richard Chartres, اسقف لندن (۲۰۱۵)[۳۱۸]
- Robert Innes, اسقف در اروپا (۲۰۱۵)[۳۱۸]
- Leonardo Sandri, Prefect of the Congregation for the Oriental Churches (2015)[۳۱۹]
- فرانسیس (۲۰۱۶)[۳۲۰]

## سایر افراد سرشناس
- آندری تارکوفسکی، فیلمساز روس (۱۹۷۲)[۳۲۱]
- شر، خواننده و ترانه‌سرا ارمنی-آمریکایی (۱۹۹۳)[۳۲۲]
- Oral Çalışlar, روزنامه‌نگار و نویسنده ترک (۱۹۹۵)[۳۲۳]
- Cengiz Çandar, Turkish روزنامه‌نگار و a former war correspondent (1995)[۳۲۳]
- کرک کرکوریان، کارآفرین آمریکایی (۱۹۹۷)[۳۲۴]
- توماس دی وال، روزنامه‌نگار و پدیدآورد بریتانیایی (۲۰۰۰)[۳۲۵]
- Prince Richard, Duke of Gloucester (2001)[۳۲۶]
- Birgitte, Duchess of Gloucester (2001)[۳۲۶]
- John Welty, رئیس دانشگاه ایالتی کالیفرنیا در فرزنو (۲۰۰۴)[۳۲۷]
- هرانت دینک، روزنامه‌نگار ارمنی-ترک ترورشده در سال ۲۰۰۷ (۲۰۰۴)[۳۲۸]
- پائولو کوئلیو، رمان‌نویس برزیلی (۲۰۰۴)[۳۲۹]
- Murat Belge, ستون‌نویس و استاد دانشگاه ترک (۲۰۰۵)[۳۳۰]
- یهودا بائر، تاریخ‌نگار، پژوهشگر هولوکاست اسرائیلی (۲۰۰۵)[۲۳۶]
- تانر آکچام، تاریخ‌نگار و جامعه‌شناس ترک (۱۹۹۵, ۲۰۰۵)[۳۳۰][۳۳۱]
- یوری ژورکائف، French بازیکن فوتبال فرانسوی، قهرمان جهان و اروپا (۲۰۰۶)[۳۳۲]
- جری تارکانیان، مربی بسکتبال آمریکایی (۲۰۰۶)[۳۳۳]
- ولادیمیر کرامنیک، قهرمان شطرنج جهان روس (۲۰۰۷)[۳۳۴]
- Hasan Cemal, نویسنده، روزنامه‌نگار و نوه جمال پاشا، یکی از عاملین اصلی نسل‌کشی ارمنی‌ها (۲۰۰۸)[۳۳۵]
- ایان گیلان، خواننده سبک انگلیسی (۲۰۰۹)[۲۲]
- تونی آیومی، گیتاریست انگلیسی (۲۰۰۹)[۲۲]
- Geoff Downes, English keyboardist (2009)[۲۲]
- پت کش، Australian professional tennis player (2009)[۲۲]
- Israel Charny, پژوهشگر نسل‌کشی اسرائیلی (۲۰۰۵, ۲۰۱۰)[۲۳۶][۳۳۶]
- واهاگن دردریان، پژوهشگر نسل‌کشی (۲۰۱۰)[۳۳۶]
- Yves Ternon, تاریخ‌نگار فرانسوی (۲۰۱۰)[۳۳۶]
- Leandro Despouy, وکیل حقوق بشر آرژانتینی (۲۰۱۰)[۳۳۶]
- ویلیام شاباس، استاد دانشگاه کانادایی (۲۰۱۰)[۳۳۷]
- امیر کوستوریتسا، فیلم‌ساز صرب (۲۰۱۰,[۳۳۸] 2015)[۳۳۹]
- الکسی لئونوف، فضانورد شوروی، the first human to conduct a space walk (2010)[۲۹]
- سرژ تانکیان، خواننده سبک راک ارمنی-آمریکایی (۲۰۱۰)[۸۵]
- ژرار دوپاردیو، هنرپیشه فرانسوی (۲۰۱۰)[۳۴۰]
- ژورس آلفروف، فیزیکدان روس، برنده جایزه نوبل در فیزیک (۲۰۱۱)[۳۱]
- استیو وازنیک، مهندس رایانه آمریکایی، co-founder of Apple, Inc. (2011)[۳۱]
- آرسن گالستیان، قهرمان المپیک در رشته جودو روس زاده ارمنستان (۲۰۱۲)[۳۴۱]
- Uğur Üngör, تاریخ‌نگار ترک (۲۰۱۲)[۳۴۲]
- آلن دلون، هنرپیشه فرانسوی (۲۰۱۲)[۳۴۳]
- آنا چپمن، عامل اطلاعاتی روس (۲۰۱۳)[۳۴۴]
- مونتسرات کابایه، خواننده اپرای اسپانیایی (۲۰۱۳)[۳۴۵]
- Sait Çetinoğlu, تاریخ‌نگار ترک (۲۰۱۳, ۲۰۱۶)[۳۴۶]
- Joseph Kobzon, خواننده روس (۲۰۱۳)[۳۴۷]
- Mario Mazzola, Chief Development Officer at سیسکو سیستمز (۲۰۱۴)[۳۴۸]
- اسماعیل بشیکچی، پژوهشگر ترک و نامزد جایزه صلح نوبل (۲۰۱۴)[۲۷۶]
- فاتح آکین، کارگردان فیلم ترک-آلمانی (۲۰۱۵)[۳۴۹]
- مارتیک مارتین، فیلم‌نامه‌نویس آمریکایی (۲۰۱۵)[۳۵۰]
- یوگینی کیسین، پیانیست روس (۲۰۱۵)[۳۵۱]
- کیم کارداشیان، شخصیت تلویزیونی ارمنی-آمریکایی (۲۰۱۵)[۳۵۲]
- کلویی کارداشیان، شخصیت تلویزیونی ارمنی-آمریکایی (۲۰۱۵)[۳۵۲]
- کانیه وست، American rapper and record producer (2015)[۳۵۲]
- Charlie Armstrong, خواننده سبک جاز آمریکایی (۲۰۱۵)[۳۵۳]
- Daniel Decker, American singer and composer (2015)[۳۵۴]
- دیما بیلان، خواننده روس (۲۰۱۶)[۳۵۵]
- آرتور آبراهام، German-Armenian professional boxer (2015)[۳۵۶]
- ماریا گیولغینا، خواننده اپرا سوپرانو روس (۲۰۱۵)[۳۵۷]
- Esther Mujawayo, Rwandan پدیدآور و نجات‌یافته نسل‌کشی رواندا (۲۰۱۵)[۳۵۸]
- ویک دارچینیان، بوکسور حرفه‌ای استرالیایی-ارمنستانی (۲۰۱۵)[۳۵۹]
- ریچارد هووانسیان، تاریخ‌نگار ارمنی-آمریکایی (۲۰۱۵)[۳۶۰]
- Stephen D. Smith, مدیر اجرایی USC Shoah Foundation Institute (2015)[۳۶۰]
- آندره مانوکیان، موسیقیدان جاز فرانسوی-ارمنی (۲۰۱۵)[۲۳۵]
- Cengiz Aktar, روزنامه‌نگار و نویسنده ترک (۲۰۱۵)[۳۶۱]
- Matthias Bjornlund, تاریخ‌نگار دانمارکی (۲۰۱۵)
- روندا رزی، American martial artist and یواف‌سی champion fighter (2015)[۳۶۲]
- گغارد موساسی، Dutch mixed martial artist and UFC fighter (2015)[۳۶۳]
- آلکسیس اوهانیان، Co-founder and executive chairman of ردیت (۲۰۱۵)[۳۶۴]
- کانن اوبراین، television host, کمدین آمریکایی (۲۰۱۵)[۳۶۵]
- Kemal Yalçın, نویسنده ترک (۲۰۱۵)[۳۶۶]
- Anatoly Torkunov, رئیس پژوهشکده دولتی روابط بین‌المللی مسکو (۲۰۱۵)[۳۶۷]
- یوگنی کاسپرسکی، Russian information specialist and CEO of کاسپرسکی لب (۲۰۱۵)[۳۶۸]
- لیما گبوی، Liberian peace activist و برنده جایزه صلح نوبل (۲۰۱۶)[۳۶۹]
- شیرین عبادی، حقوقدانان ایران، قاضی سابق و برنده جایزه صلح نوبل (۲۰۱۶)[۳۷۰]
- Syeda Ghulam Fatima, Pakistani human and labour rights activist (2016)[۳۶۹]
- مارگریت بارانکیتسه، فعال حقوق بشر بوروندیایی (۲۰۱۶)[۳۶۹]
- حنا جیلانی، فعال حقوق بشر پاکستانی (۲۰۱۶)[۳۶۹]
- John Prendergast, American human rights activist و founding member of Enough Project (2016)[۳۷۱]
- Residente, موسیقیدان پورتوریکویی (۲۰۱۶)[۳۷۲]
- شارل آزناوور، خواننده فرانسوی-ارمنی (۲۰۱۵, ۲۰۱۶)[۳۷۳][۳۷۴]
- جرج کلونی، هنرپیشه آمریکایی (۲۰۱۶)[۳۷۴]
- Matthew Festing, کاردینال و Grand Master of the شوالیه‌های مالت (۲۰۱۶)[۳۷۵]
- رادین کاین، هنرپیشه آمریکایی (۲۰۱۷)[۳۷۶]
- Montel Williams, American television personality (2017)[۳۷۷]
- جان مالکوویچ، هنرپیشه و کارگردان آمریکایی (۲۰۱۷)[۳۷۸]
- Tom Catena, پزشک آمریکایی (۲۰۱۸)[۳۷۹]
- دن بیلزریان، ستاره اینترنتی و قمارباز ارمنی_آمریکایی (۲۰۱۸)[۳۸۰]
- Gene D. Block, American biologist, inventor, and chancellor of the دانشگاه کالیفرنیا، لس آنجلس (۲۰۱۸)[۳۸۱]
- دیوید گفن، business magnate, تهیه‌کننده، مدیر اجرایی استودیوی فیلم، و نیکوکار آمریکایی (۲۰۱۸)[۳۸۱]
- اریک ایسرائلیان، تهیه‌کننده فیلم ارمنی-آمریکایی (۲۰۱۸)[۳۸۱]
- تری جرج، فیلمنامه‌نویس و کارگردان ایرلندی (۲۰۱۸)[۳۸۲]
- رودی جولیانی، دونالد ترامپ's personal lawyer and former mayor of نیویورک (۲۰۱۸)[۳۸۳]
- کورتنی کارداشیان، شخصیت تلویزیونی ارمنی-آمریکایی (۲۰۱۹)[۳۸۴]
- Prince Radu of Romania (2019)[۳۸۵]

## برای مطالعهٔ بیشتر
- Ambassador of India pays tribute to the memory of the victims of the Armenian Genocide
- Members of the diplomatic corps commemorate victims of Armenian Genocide